# Kaiservilla
La Kaiservilla (« villa de l'empereur ») est un monument historique autrichien situé à Bad Ischl dans la région historique de Salzkammergut, en Haute-Autriche. Elle fut la résidence d'été de l'empereur François-Joseph Ier d'Autriche et de l'impératrice Élisabeth (Sisi). Depuis ses fiançailles avec Élisabeth à Ischl en 1853, l'empereur y passa chaque année les mois d'été jusqu'à l'éclatement de la Première Guerre mondiale en 1914. 

## Histoire

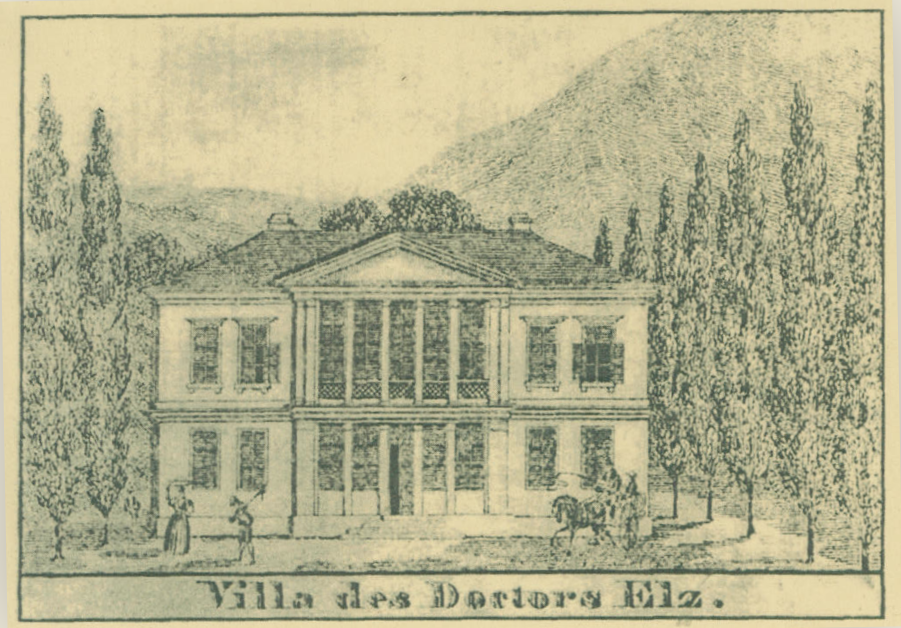
Villa Eltz à l'époque de son acquisition par l'archiduchesse Sophie.

À l'origine, le bâtiment construit en 1834 arborait le style de l'époque Biedermeier et appartenait à Joseph August Eltz, un notaire viennois. En 1850, la villa est achetée par un médecin, Edouard Mastalier. Après les fiançailles de l'emprereur François Joseph avec la princesse bavaroise Élisabeth de Wittelsbach (dite Sisi), en août 1853, la mère de l'empereur, l'archiduchesse Sophie, acquiert la propriété et l'offre au jeune couple impérial en guise de cadeau de noces.
Durant les années qui suivent, la villa est agrandie et aménagée d'après les plans de l'architecte Antonio Legrenzi (1804–1858) dans un style néo-classique. La partie centrale déjà existante est prolongée en direction du parc, ce qui transforme la façade arrière de la bâtisse en une entrée représentative avec des colonnes classiques et un fronton. En outre, on construit deux nouvelles ailes, ce qui confère au bâtiment final une forme de "E", qui peut être interprété comme un hommage du commanditaire, François-Joseph, à sa femme Élisabeth. L'ensemble dans sa forme actuelle n'est achevé qu'en 1860. En effet, le chantier devait s'interrompre durant les mois d'été, en raison de la présence de la famille impériale. 

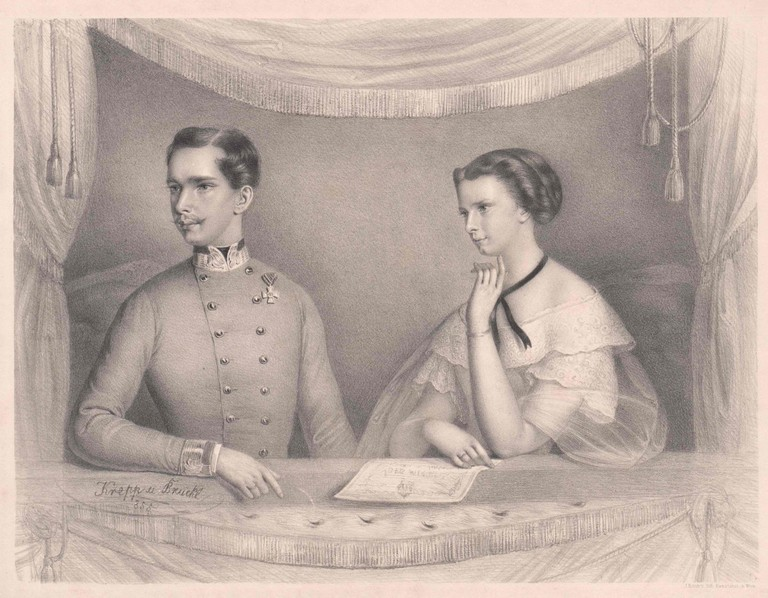
Le couple impérial, vers 1855.

Presque chaque été, le couple passe quelques semaines dans cette petite résidence estivale, accompagné seulement par l'aide de camp de l'empereur, le comte Eduard von Paar, et un petit entourage. Nombre de têtes couronnées de l'époque ont été invitées à la Kaiservilla ; les archiduchesses Gisèle et Marie-Valérie s'y rendront régulièrement. François Joseph y fête presque tous les ans son anniversaire, le 18 août. Aussi après la mort d'Élisabeth, en 1898, il perpétue la tradition de villégiature à Ischl où il s'adonne à sa passion de la chasse et rencontre régulièrement sa confidente Katharina Schratt.
Dans la matinée du 28 juillet 1914, il y signe, dans son bureau de l'aile ouest, la déclaration de guerre au royaume de Serbie (puis, le même jour, la célèbre déclaration A mes peuples!), qui aboutira rapidement au déclenchement de la Première Guerre mondiale, celle-là même qui conduira à la chute de la monarchie danubienne. Deux jours plus tard, il partait pour Vienne et ne revint jamais.
François-Joseph meurt en 1916 et lègue la propriété à sa fille cadette; l'archiduchesse Marie-Valérie. Le domaine demeure donc une possession de la maison de Habsbourg-Lorraine, puisque l'archiduchesse est mariée à l'archiduc François-Salvator, de la branche des Habsbourg-Toscane. Étant donné que la villa n'était qu'une propriété privée des Habsbourg et que le couple avait renoncé à toute prétention au trône, elle resta en leur possession et ce, malgré la chute de la monarchie austro-hongroise en 1918. Le propriétaire actuel de la Kaiservilla est leur petit-fils, Marc-Emmanuel de Habsbourg-Lorraine.

## Jardins
La villa est entourée d'un vaste parc aménagé à l'anglaise. Le parc, le château de marbre (Marmorschlössl)— qui abritait la section photographique des musées d'État de la Haute-Autriche de 1978 à 2020 — et tous les bâtiments attenants ont été dessinés par le paysagiste de la cour, Franz Rauch. La fontaine de marbre blanc située devant la partie centrale réalisée en 1884 est une création de Victor Tilgener.

## Tourisme
La villa et le parc sont ouverts au public durant la période estivale.

## Dans la culture
Le château sert de lieu de tournage du film historique Sissi (1955) du réalisateur Ernst Marischka, reprenant les décors authentiques qu'a visité l'impératrice. Le film fait partie d'une trilogie avec Sissi impératrice (1956) et Sissi face à son destin (1957).

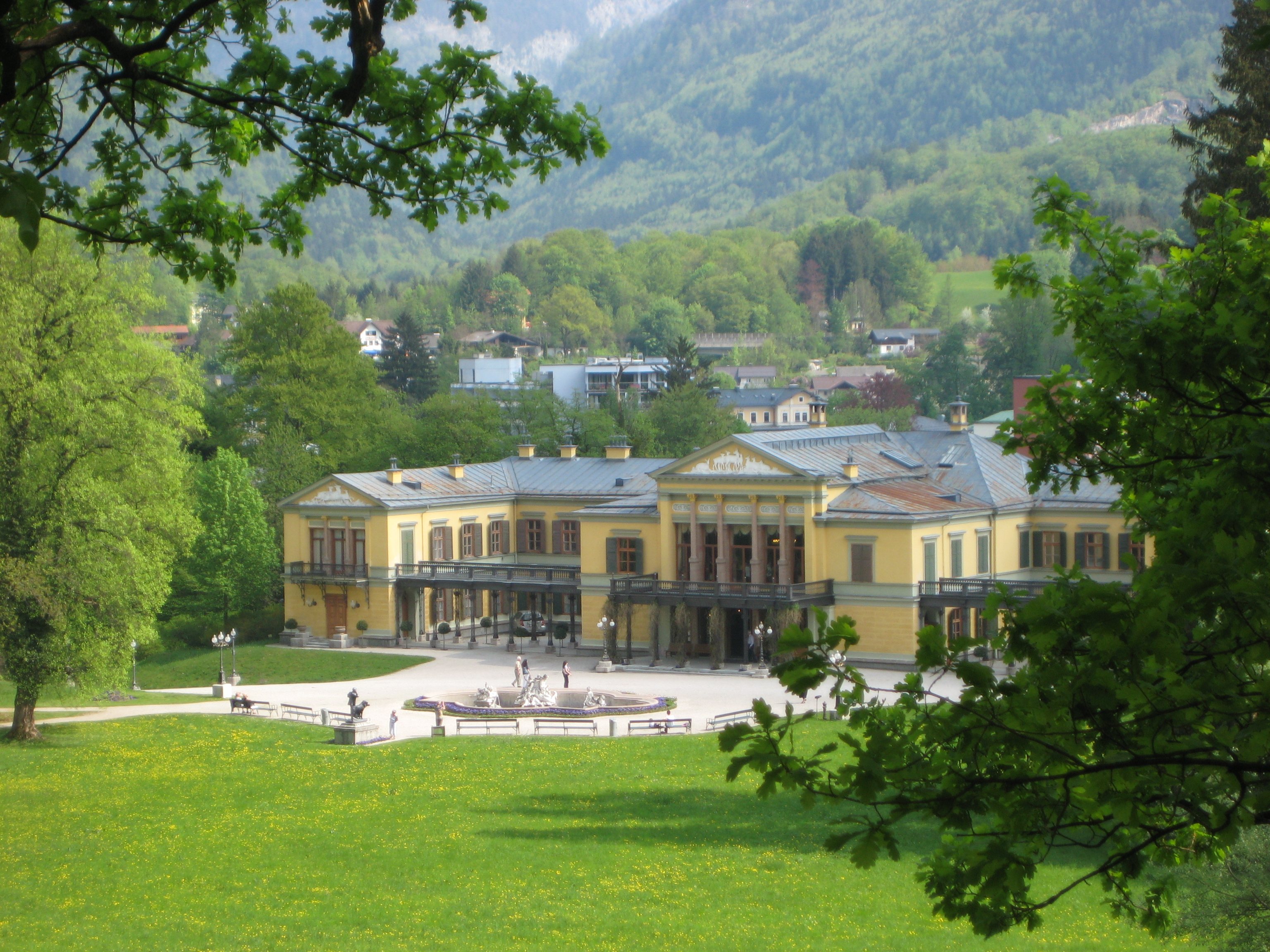
Kaiservilla.
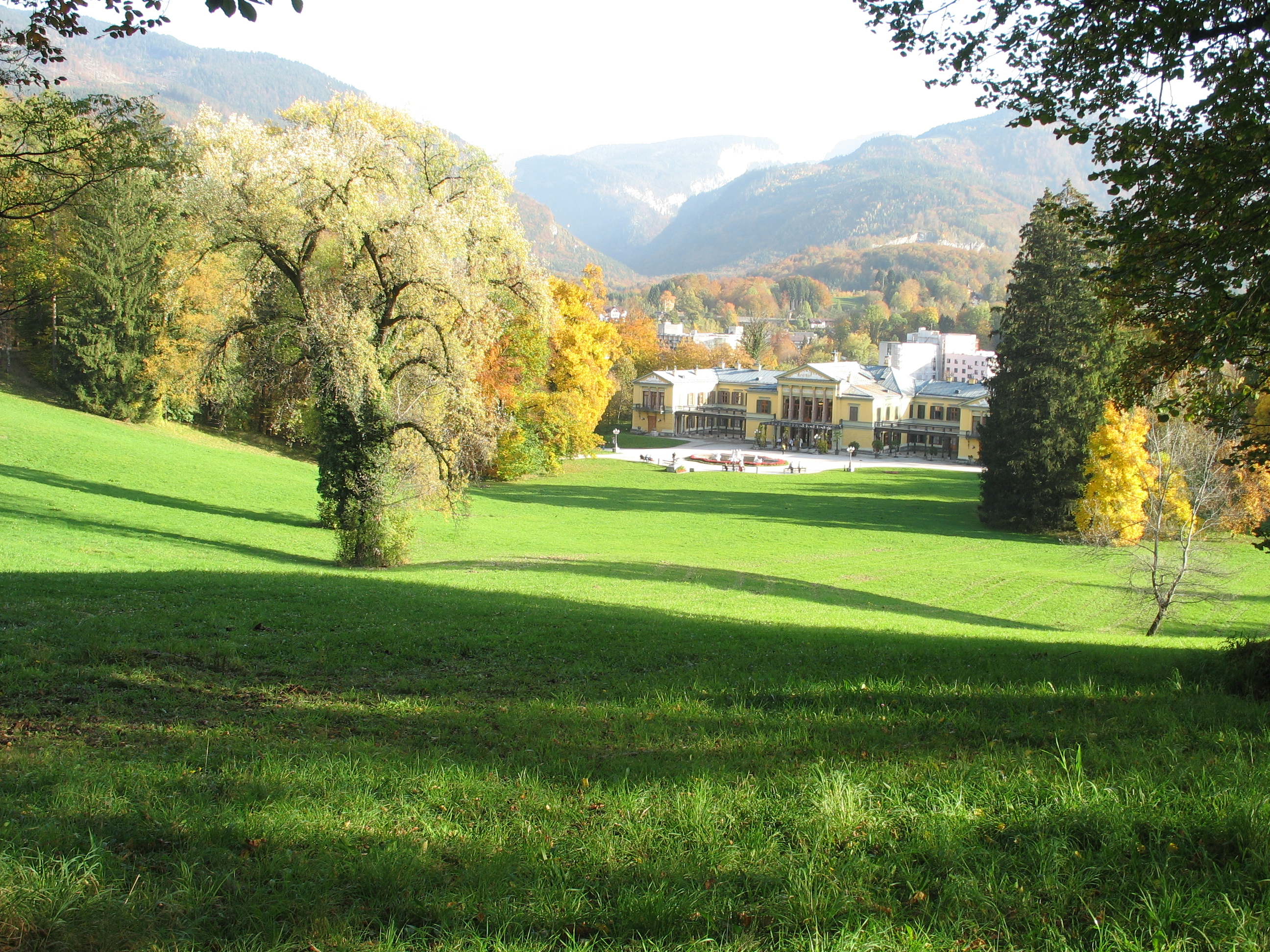
Vue du parc.
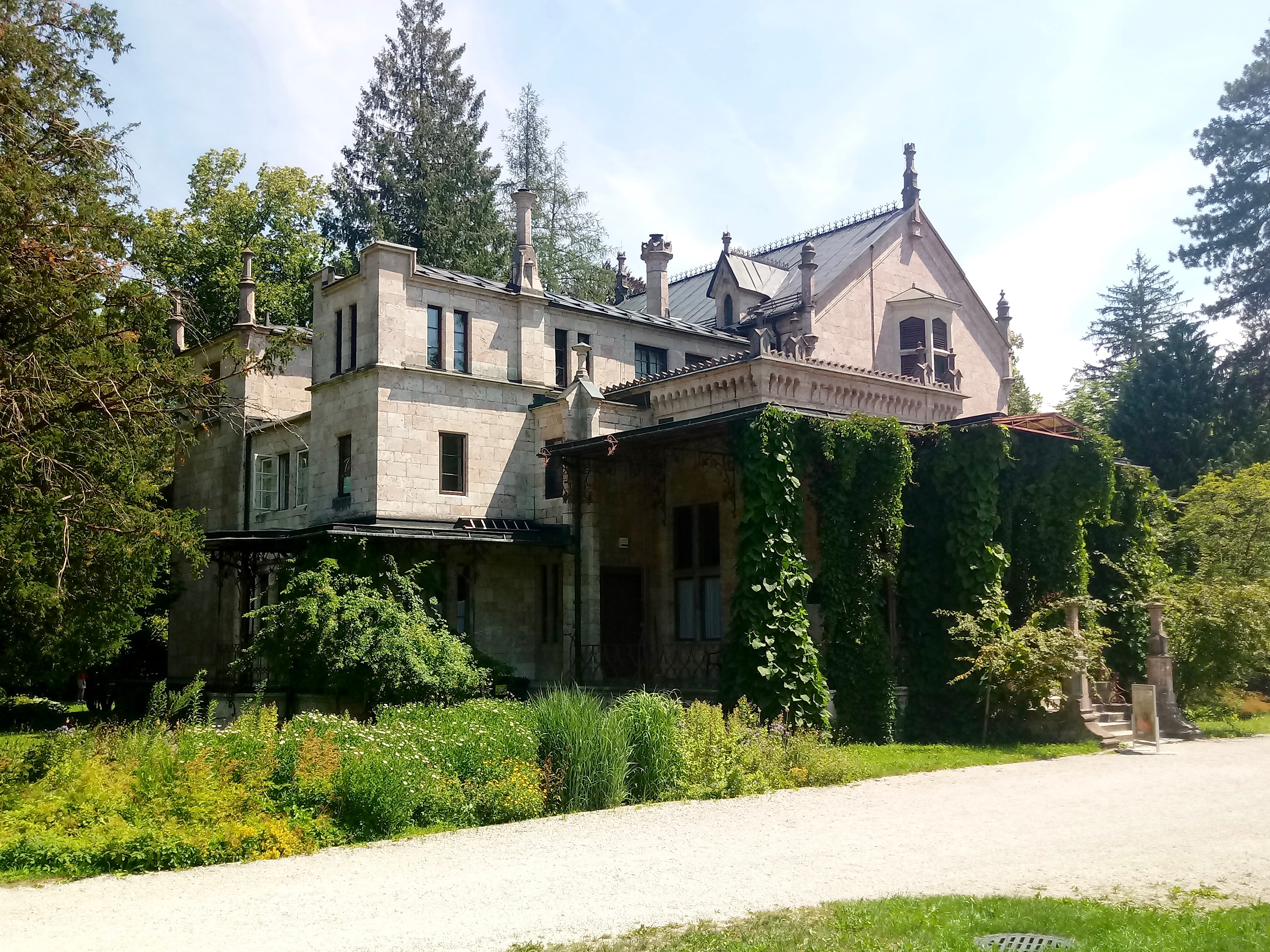
Marmorschlössl: